# Werner Fischer (Politiker, 1929)
Werner Fischer (* 10. Januar 1929 in Bremen; † 2. Januar 2018 ebenda) war ein deutscher Politiker (CDU) aus  Bremen. Er war selbständiger Schlachter, Mitglied des CDU-Landesvorstands in Bremen und ab 1975 Mitglied der Bremischen Bürgerschaft.

## Biografie
Von 1944 bis 1951 absolvierte Fischer eine Lehre als Landwirt und (ab 1948) Schlachter. Bis 1956 war er als Verkaufsfahrer tätig und von da an als selbstständiger Schlachter bei einer Fleischwarengroßhandlung in Bremen.
Im Jahr 1967 trat er in die CDU ein. Er war von 1969 bis 1975 für die CDU im Beirat von Bremen - Seehausen und von 1975 bis 1991 16 Jahre lang Mitglied der Bremischen Bürgerschaft und in verschiedenen Deputationen (Wirtschaft, Umweltschutz, Sport) und Ausschüssen der Bürgerschaft tätig. 1994 wurde er ehrenamtlicher Ortsamtsleiter von Bremen - Strom, trat jedoch schon 1995 freiwillig wieder zurück.
Werner Fischer war evangelisch, verheiratet und hatte ein Kind.
Mitgliedschaften:
- Vorstandsmitglied im Bremischen Deichverband am linken Weserufer
- Vorstandsmitglied im TS Woltmershausen
- Ehrenvorsitzender im Fischereiverein Niedervieland

Ehrungen: Träger des Bundesverdienstkreuzes